# Bob Marley: One Love (banda sonora)
Bob Marley: One Love es una película biográfica de drama musical de 2024 dirigida por Reinaldo Marcus Green basada en la vida del cantante y compositor de reggae Bob Marley. Se lanzaron dos bandas sonoras para la película, a través del sello discográfico interno de Marley, Tuff Gong, junto con Island Records. El primer álbum, que es la banda sonora original de la película, se lanzó el 9 de febrero de 2024 con canciones interpretadas por Bob Marley y The Wailers y una obra extendida con versiones de las canciones de la banda se lanzará el 14 de febrero.

## Antecedentes
La música de Bob Marley: One Love constaba de canciones seleccionadas de las grabaciones de archivo de Marley utilizadas a lo largo de la película. Kingsley Ben-Adir interpretó todas las canciones como cantante y guitarrista para su papel de Marley, donde la edición final se fusiona con las grabaciones de archivo de la película. 
Kris Bowers compuso la banda sonora de la película colaborando con Green por cuarta vez después de Monsters and Men (2018), King Richard (2021) y la miniserie de televisión We Own This City (2022). Bowers estuvo involucrado desde el principio, ya que Green lo contrató durante la preproducción para que pudiera esbozar las composiciones y la orquestación. La música de Marley se utilizó como base para la banda sonora de la película y Green quería que fuera orgánica, pero que también permitiera que ciertos momentos fueran emotivos. Bowers grabó y mezcló el álbum sin el uso de tecnologías de sonido modernas para que cada instrumentación pudiera escucharse y experimentarse en consecuencia. 

## Bob Marley: One Love (Original Motion Picture Soundtrack)
Bob Marley: One Love (Original Motion Picture Soundtrack) es la banda sonora de la película de 2024 lanzada a través de Tuff Gong e Island Records el 9 de febrero de 2024. Presentaba 17 pistas de la película, que consistían en las canciones interpretadas por Bob Marley y The Wailers. La mayoría de las canciones fueron extraídas de Catch a Fire (1973), Burnin' (1973), Rastaman Vibration (1976), Exodus (1977), Kaya (1978) y Uprising (1980).  El álbum contó además con actuaciones teatrales de la banda que se lanzaron en el álbum recopilatorio certificado multiplatino Legend (1984). 

### Lista de canciones
Créditos adaptados desde las notas del álbum.
| N.º   | Título                                                                                    | Duración |  |
| 1.    | «Get Up, Stand Up»                                                                        | 3:18     |  |
| 2.    | «Roots, Rock, Reggae»                                                                     | 3:37     |  |
| 3.    | «I Shot the Sheriff»                                                                      | 4:42     |  |
| 4.    | «No More Trouble»                                                                         | 3:58     |  |
| 5.    | «War/No More Trouble»                                                                     | 4:57     |  |
| 6.    | «So Jah S'eh»                                                                             | 7:32     |  |
| 7.    | «Natural Mystic»                                                                          | 3:28     |  |
| 8.    | «Turn Your Lights Down Low»                                                               | 3:40     |  |
| 9.    | «Exodus»                                                                                  | 7:39     |  |
| 10.   | «Jamming»                                                                                 | 3:32     |  |
| 11.   | «Concrete Jungle»                                                                         | 4:12     |  |
| 12.   | «No Woman, No Cry» (Live at the Rainbow Theatre, London on 4 June 1977) (Remastered 2020) | 7:01     |  |
| 13.   | «Three Little Birds»                                                                      | 3:01     |  |
| 14.   | «Redemption Song»                                                                         | 3:47     |  |
| 15.   | «One Love / People Get Ready»                                                             | 2:51     |  |
| 16.   | «Is This Love»                                                                            | 3:53     |  |
| 17.   | «Rastaman Chant»                                                                          | 3:46     |  |
| 74:54 |                                                                                           |          |  |

### Gráficos
| Listas (2024)                    | Mejor posición |
| -------------------------------- | -------------- |
| New Zealand Albums (RMNZ)        | 8              |
| Reino Unido (UK Album Downloads) | 28             |

## Bob Marley: One Love (Music Inspired by the Film)
Bob Marley: One Love (Music Inspired by the Film) es la banda sonora extendida de la película de 2024, que consta de versiones de las canciones de Bob interpretadas por Kacey Musgraves, Wizkid, Jessie Reyez, Leon Bridges, Daniel Caesar, Bloody Civilian y el nieto de Marley, Skip. Marley. La versión de Musgraves de «Three Little Birds» fue precedida como sencillo principal del EP lanzado el 26 de enero de 2024,   seguida de la versión de Caesar de «Waiting in Vain»  y la versión de Bridges de «Redemption Song» como segundo y tercer sencillo los días 4 y 10 de febrero    El EP de siete canciones se lanzará el 14 de febrero de 2024, el mismo día de la película. 

### Lista de sencillos
| N.º | Título               | Artista(s)      | Duración |  |
| 1.  | «Natural Mystic»     | Bloody Civilian |          |  |
| 2.  | «Exodus»             | Skip Marley     |          |  |
| 3.  | «Waiting in Vain»    | Daniel Caesar   |          |  |
| 4.  | «Three Little Birds» | Kacey Musgraves |          |  |
| 5.  | «One Love»           | Wizkid          |          |  |
| 6.  | «Is This Love»       | Jessie Reyez    |          |  |
| 7.  | «Redemption Song»    | Leon Bridges    |          |  |

## Recepción
Julian Roman de MovieWeb describió la música como "conmovedora" y "agradable".  Lovia Gyarkye de The Hollywood Reporter informó que el uso de las pistas originales de Marley en las secuencias del concierto "activa el potencial nostálgico de la película".  Negativamente, Owen Gleiberman de Variety consideró que las canciones eran "genéricas", "desconcertantes y extrañamente insatisfactorias".  Patrick Gibbs de SLUG Magazine elogió la partitura de Bowers como "un punto culminante importante que merece ser escuchado en un sistema de sonido de alta calidad",  mientras que la crítica de The Independent, Clarisse Loughrey, por el contrario, consideró que la partitura está "llena de florituras orquestales innecesarias". 